# Сила (роман)
«Сила» (англ. The Power) — научно-фантастический роман 2016 года британской писательницы Наоми Алдерман. Его главное фантастическое допущение — женщины, развившие способность высвобождать электрические заряды из пальцев, что приводит их к положению доминирующего пола.
В июне 2017 года роман был удостоен женской премии Baileys за художественную литературу. Книга также была включена The New York Times в список 10 лучших книг 2017 года. В декабре того же года бывший президент США Барак Обама назвал «Силу» одной из своих любимых книг 2017 года.
На русском языке роман издан в 2020 году в переводе Анастасии Грызуновой.

## Обзор
«Сила» — это книга в книге (шкатулочный роман): летопись воображаемой истории бурной эры, в ходе которой женщины во всём мире развивались и делились способностью излучать электричество из своих рук. Рукопись была якобы передана Нилом Адамом Армоном другому автору по имени Наоми, примерно через пять тысяч лет после появления Силы и последовавшей революции, превратившей мир в матриархат. Эта фантастическая беллетристика повествует об опыте Элли, Рокси, Марго, Джоселин и Тунде, которые пытаются управлять быстро меняющимся миром.

## Сюжет
В матриархальном обществе начинающий романист пишет влиятельной писательнице о своем вымышленном рассказе про зарождение матриархата. 5000 лет назад (в наше время) мужчины доминировали в обществе. Затем стали появляться сообщения о женщинах, которые могут защитить себя с помощью электроэнергии. И более того, с её помощью они могут атаковать, пытать, насиловать и даже убивать.
Рокси — английская девушка-подросток, чья мать подверглась нападению. Рокси удается защитить себя, ранив одного нападавшего, но другой избивает её и убивает её мать. Тунде — начинающий журналист из Нигерии, которого привлекает девушка по имени Энума. Прежде чем он успевает проявить инициативу, она вырубает его, а затем целует, пока он парализован. Тунде начинает снимать на видео женщин, использующих свои новые способности, и публиковать эти материалы в Интернете. Марго — мэр города в штате Висконсин, которая обнаруживает, что у её дочери Джоселин также развилась эта способность. Элли — девушка, которая подвергается нападению своего приёмного отца, убивает его с помощью новой способности и укрывается в монастыре.
По мере распространения Силы по всему миру репутация Тунде даёт ему уникальную возможность снять на видео беспорядки в Саудовской Аравии и в других регионах. Элли узнаёт, как использовать Силу для исцеления, и становится влиятельным религиозным лидером, пропагандирующим матриархальную доктрину. Марго создает тренировочные лагеря для девочек-подростков, желающих развивать и использовать Силу. Женщины в Молдавии создают военизированные формирования, и Татьяна, жена президента страны, занимает его пост. Саудовский монарх в изгнании тренирует армию мятежников, чтобы противостоять ей. Тунде чуть не изнасиловали в Индии. Марго становится губернатором, используя Силу, чтобы заставить замолчать своего коллегу во время дебатов. Наркотик под названием «Блеск» усиливает силу женских «обмоток» — органов, вырабатывающими электрическую энергию. Блогер UrbanDox получает влияние как активист-антифеминист и пропагандирует террористические атаки против женщин. Рокси берёт на себя преступное предприятие своего отца. Татьяна начинает вести себя беспорядочно, массово убивая людей. Она вводит в Молдавии новые законы: мужчины теряют все свои права и могут перемещаться по стране только с разрешения женщины-опекуна (матери, сестры или дочери).
В кульминации истории Элли убивает Татьяну и решает вернуть мир в каменный век, чтобы разрушить мироустройство, основанное на власти мужчин.
Маститая писательница говорит молодому автору, что это достойная книга, но ему следует опубликовать её под женским именем. Иначе публика будет воспринимать роман как несерьезную "мужскую литературу".

## Главные герои
- Алли Монтгомери-Тейлор — молодая девушка, которая использует свою силу, чтобы убить своего приемного отца-насильника. Она уходит в монастырь, где становится религиозной фигурой по имени Ева.
- Рокси Монке — молодая дочь лондонского босса мафии, становится свидетелем убийства своей матери. В поисках помощи в укреплении своих сил, она встречается с матерью Евой и в конце концов становится её доверенным лицом.
- Марго Клири — американский политик, сторонница обучения молодых девушек тому, как правильно использовать Силу. Будучи мэром крупного города, она создает лагеря для девочек «Северная звезда» — сначала в своем городе, а затем они распространяются по всей стране.
- Джоселин Клири — дочь Марго Клири, у которой проблемы с управлением электрической силой. Несмотря на свои трудности, Джоселин способна пробудить силу своей матери.
- Олатунде Эдо (Тунде Эдо) — журналист, который документирует растущую власть женщин во всем мире. Первое признание он получает, разместив одно из первых видео о женщинах, использующих Силу, в Интернете.
- Татьяна Москалева — бывшая первая леди Молдавии. После убийства своего мужа она захватывает власть и превращает Молдавию в матриархальную страну под названием Бессарабия.
- Нил Адам Армон — вымышленный автор рукописи «Силы» и член Ассоциации писателей мужчин. Нил обращается к Наоми через письма, чтобы обсудить её идеи о своей книге (его имя — анаграмма имени Наоми Алдерман).

## История создания
«Сила» — четвёртый роман Алдерман. На его создание повлияли её отношения с канадской писательницей Маргарет Этвуд — автором культового в феминистских кругах романа «Рассказ служанки», антитезой к которому и стала «Сила». Наставничество Этвуд над Алдерман было организовано через программу Rolex. В интервью The Telegraph в 2012 году Алдерман объяснила влияние работ Этвуд на неё как писателя до наставничества: "Я была в начальной школе для ортодоксальных евреев, где каждое утро мальчики говорили: «Спасибо, Бог, что не сделал меня женщиной. Если вы сложите это вместе с „Рассказом о служанке“ в своей голове, в ней что-то в конце концов взорвётся! Бум!»" В другом интервью The Guardian относительно «Силы» Алдерман уточняет, на какие именно идеи её вдохновила Этвуд: «Единственное, что Маргарет прямо предложила, это идея монастыря». В романе обстановка монастыря играет ключевую роль в становлении власти женщин.

## Литературное значение и оценки
Книга, успех которой был подкреплён рецензиями и наградами, широко признана значительным литературным произведением. Рецензент газеты The Washington Post Рон Чарльз охарактеризовал роман как «одно из тех важных феминистских произведений, которое ужасает и освещает, бесит и вдохновляет».
Роман «Сила» стал лауреатом женской премии Бейлис за художественную литературу в 2017 году. Роман также был четвёртым в списке 10 лучших книг 2017 года по версии The New York Times. Заместитель литературного редактора The Guardian Джастин Джордан похвалил книгу, заявив, что «она содержит бесконечное множество нюансов и заставляет задуматься, сочетая элегантно эффективную прозу с прекрасными размышлениями о метафизике власти, возможностях и переменах».
Некоторые рецензенты подвергли роман критике. Так, автор The New York Times Book Review Амаль Эль-Мохтар раскритиковала книгу за миростроительство и философские несоответствия.

## Продолжение
В декабре 2016 года Алдерман призналась, что «читатели уже спрашивают меня, будет ли продолжение — ещё одного романа не будет (вероятно), но определённо можно рассказать гораздо больше историй, чем поместилось в книге».

## Адаптации
Роман должен быть экранизирован в виде сериала после того, как Джейн Фезерстоун на аукционе приобрела телевизионные права на произведения Наоми Алдерман. После этого приобретения Алдерман сказала: «не могу дождаться, чтобы расширить эту историю и провести электрических женщин-электриков по телевизионным экранам всего мира». Алдерман будет не только сценаристом, но и продюсером сериала. В фильме будут отражены сюжетные линии персонажей книги, а также добавлены новые.